# Campeonato Roraimense 1975
In 1975 werd het tweede Campeonato Roraimense gespeeld voor voetbalclubs uit Braziliaanse staat Roraima. Er werden regionale competities gespeeld, georganiseerd door de FRF. De finale vond plaats tussen Roraima en GAS, Roraima werd kampioen. 

## Finale
|                   |         |       |     |  |
| 14 oktober Finale | Roraima | 1 – 0 | GAS |  |
| 14 oktober Finale | Bariri  |       |     |  |

### Kampioen
| Campeonato Roraimense de 1975 |
| Roraima                       |
| ----------------------------- |
| Roraima Kampioen (1° titel)   |